# Zhubei
Zhubei (竹北市S, Zhúběi ShìP) è un comune di Taiwan, situato nella provincia di Taiwan e nella contea di Hsinchu.